# 389-я пехотная дивизия (вермахт)
389-я пехотная дивизия (нем. 389 Infanterie-Division) — крупное воинское соединение Вермахта во Второй мировой войне. Дивизия сражалась на Восточном фронте, в том числе в Сталинградской битве.

## История

### Восстановление во Франции
389-я пехотная дивизия была сформирована 27 января 1942 г. как одна из пяти так называемых «дивизий Рейнгольда» 18-й волны мобилизации на военном полигоне Миловиц к северо-востоку от Праги из запасных частей IX, XII и XIII военных округов. Вновь были призваны призывники старших возрастов, часть из которых уже участвовала в Польской и Западной кампаниях, но они были заняты на так называемых невоенных работах. Это было обусловлено большими потерями предыдущей военной зимы. Это было «укомплектованное подразделение».

#### 2-я переброска на Восточный фронт
Первые операции дивизия провела в мае 1942 г. под Харьковом и Изюмом и участвовала в наступлении 6-й армии на Донскую дугу.

#### Сталинград
Она приняла на себя основную тяжесть наступления на Сталинградский тракторный завод 14 октября 1942 г., хотя уже понесла большие потери и находилась в изношенном состоянии. В течение нескольких дней дивизия понесла катастрофические потери, которые уже невозможно было восполнить. В операции «Губертус» принимали участие саперы 389-го пионерного батальона и пехотинцы 544-го и 546-го стрелковых полков.

#### Уничтожение 1943 года
Дивизия погибла в Сталинградском котле 2 февраля 1943 года.

#### Состав
389-я пехотная дивизия была переформирована в боевую группу с 17 февраля 1943 г. во Франции из отпускников и оставшихся в живых военнослужащих старой части.

#### 1-я переброска на Восточный фронт
Переформирование в полноценную дивизию и переброска на Восточный фронт состоялись в сентябре 1943 года.

#### Уничтожение 1944 года
После оборонительных боев с большими потерями на днепровском участке дивизия оказалась в ключевой ситуации 25 января 1944 г., когда она находилась на передовой линии южнее 72-й пехотной дивизии. Здесь она подверглась массированному удару войск 2-го Украинского фронта. На помощь 389-й дивизии была переброшена 57-я пехотная дивизия, которая занимала позиции севернее 72-й пехотной дивизии во взаимодействии с 5-й танковой дивизии СС на участке болота, осушаемого рекой Ирдынь (Тясмин), называемом Ирдынским болотом у Смелы. Однако она прибыла слишком поздно и смогла подобрать только остатки 389-й сд, которая за это время была уничтожена. После того как 2-й Украинский фронт развернулся на север, эти четыре дивизии были отделены от частей, действовавших южнее, например 3-й танковой дивизии, и втянуты в Черкасский котел.

### Восстановление с использованием теневой дивизии «Миловиц»
После прорыва дивизии все же пришлось сдать части 57-й пехотной дивизии, и впоследствии, с марта 1944 г., она была обновлена и реорганизована в теневую дивизию «Миловиц».

### Курляндия
На этот раз дивизия была развернута в составе группы армий «Север» в Латвии, где до февраля 1945 г. принимала участие в боях под Курляндией.

### Эвакуация через Балтийское море
Она была успешно переброшена через Балтийское море в Западную Пруссию и развернута там в составе 2-й армии/армии «Восточная Пруссия».

### Капитуляция
В конце войны остатки дивизии попали в плен к советским войскам на полуострове Хель.

## Районы боевых действий

### 1-е формирование

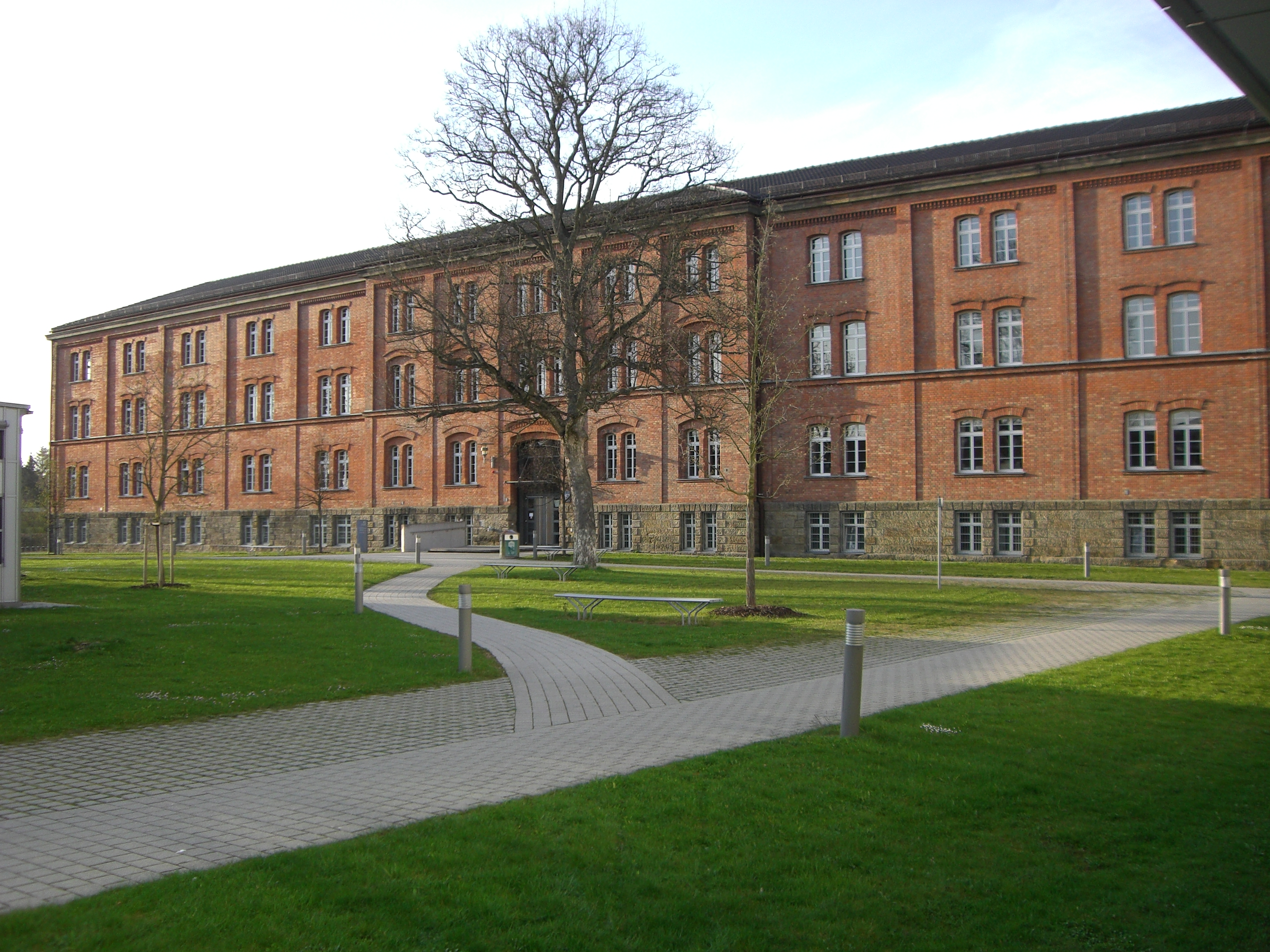
Сегодняшние здания на территории казармы «Гнейзенау» IR 546 в Ансбахе

- Протекторат Богемии и Моравии (февраль — май 1942);
- СССР (южное направление) (май — октябрь 1942);
- СССР (Сталинград) (октябрь 1942 — январь 1943);

### 2-е формирование
- Франция (апрель — октябрь 1943);
- СССР (северное направление) (октябрь 1943 — июнь 1944);
- СССР (центральное направление) (июнь — август 1944);

### 3-е формирование
- СССР (северное направление) (август — октябрь 1944);
- Курляндский котел (октябрь — декабрь 1944);
- Восточная Пруссия (декабрь 1944 — март 1945).

## Структура
- 544-й Пехотный полк (Кассель)
- 545-й Пехотный полк (Висбаден)
- 546-й Пехотный полк (Нюрнберг)
- 389-й Артиллерийский полк (4 отделения)
- 389-й Полевой запасной батальон
- 389-й Саперный батальон
- 389-й Противотанковое отделение
- 389-й Разведывательное отделение
- 389-й Фузилёрный батальон
- Разведывательный отряд 389-й пехотной дивизии
- Начальник снабжения 389-й пехотной дивизии

## Командование

### Командиры
| Время                                                                 | Звание            | Имя                   |
| --------------------------------------------------------------------- | ----------------- | --------------------- |
| 1 февраля — 1 ноября 1942 г.                                          | Генерал-лейтенант | Эрвин Йенеке          |
| 1 ноября 1942 г. — 31 января 1943 г. (болел с 19 января 1943 г.)      | Генерал-майор     | Эрих Магнус           |
| 19 января — 2 февраля 1943 г. (поручено руководство)                  | Генерал-майор     | Мартин Латтманн       |
| 1 апреля — 11 ноября 1943 г. (в распоряжении до 1 июня)               | Генерал-майор     | Эрвин Герлах          |
| 12 ноября 1943 г. — 15 марта 1944 г.                                  | Генерал-майор     | Курт Крузе            |
| 16 марта — 1 апреля 1944 г. (поручено руководство, если таковое было) | Генерал-майор     | Пауль Герберт Форстер |
| 1 апреля — 30 сентября 1944 г.                                        | Генерал-лейтенант | Вальтер Хам           |
| 30 сентября 1944 г. — 25 марта 1945 г.                                | Генерал-лейтенант | Фриц Беккер           |

### Подчиненность
| Время               | Корпус         | Армия                       | Группа армий         | Штаб              |
| ------------------- | -------------- | --------------------------- | -------------------- | ----------------- |
| 1942 год            |                |                             |                      |                   |
| Февраль             | Формирование   | Формирование                | Формирование         | Миловиц           |
| Май                 | Резерв армии   | Армейская группа фон Клейст | Группа армий «Юг»    | Харьков           |
| Июнь                | Резерв армии   | 6-я армия                   | Группа армий «Юг»    | Харьков           |
| Июль                | 8 АК           | 6-я армия                   | Группа армий «Юг»    | излучина Дона     |
| Июль                | 17 АК          | 6-я армия                   | Группа армий «Б»     | излучина Дона     |
| Август              | 11 АК          | 6-я армия                   | Группа армий «Б»     | излучина Дона     |
| Сентябрь            | 8 АК           | 6-я армия                   | Группа армий «Б»     | Сталинград        |
| Октябрь             | 51 АК          | 6-я армия                   | Группа армий «Б»     | Сталинград        |
| Декабрь             | 51 АК          | 6-я армия                   | Группа армий «Дон»   | Сталинград        |
| 1943 год            |                |                             |                      |                   |
| Январь              | 51 АК          | 6-я армия                   | Группа армий «Дон»   | Сталинград        |
| Второе формирование |                |                             |                      |                   |
| 1943 год            |                |                             |                      |                   |
| Апрель              | Формирование   | 7-я армия                   | Группа армий «Д»     | Бретань           |
| Октябрь             | 47 ТК          | 8-я армия                   | Группа армий «Юг»    | Днепр             |
| 1944 год            |                |                             |                      |                   |
| Январь              | 11 АК          | 8-я армия                   |                      | Черкассы          |
| Третье формирование |                |                             |                      |                   |
| 1944 год            |                |                             |                      |                   |
| Март                | Формирование   | 8-я армия                   | Группа армий «Юг»    | Западная Венгрия  |
| Апрель              | 22 ГАК         |                             | Группа армий «Юг»    | Западная Венгрия  |
| Май                 | Передислокация | Передислокация              | Передислокация       | Венгрия           |
| Июнь                | 10 АК          | 16-я армия                  | Группа армий «Север» | Полоцк            |
| Июль                | 1 АК           | 16-я армия                  | Группа армий «Север» | Латвия            |
| Август              | 43 АК          | 16-я армия                  | Группа армий «Север» | Латвия            |
| Октябрь             | 6 АК СС        | 16-я армия                  | Группа армий «Север» | Латвия            |
| Ноябрь              | 50 АК          | Армейская группа «Клеффель» | Группа армий «Север» | Курляндский котел |
| Декабрь             | 50 АК          | 16-я армия                  | Группа армий «Север» | Курляндский котел |
| 1945 год            |                |                             |                      |                   |
| Январь              | 50 АК          | 16-я армия                  | Группа армий «Север» | Курляндский котел |
| Февраль             | 7 ТК           | 2-я армия                   | Группа армий «Висла» | Западная Пруссия  |
| Март                | 46 ТК          | 2-я армия                   | Группа армий «Висла» | Данциг            |

## Награды
Награжден Почетной грамотой Главнокомандующего Сухопутных войск для военных формирований Вермахта за сбитый самолет противника.
- 1 февраля 1944 (459) — II артиллерийский дивизион 389-го артиллерийского полка за действия 14 декабря 1943 года вблизи Михайловки[3].

|  | Награда                                              | Кавалеры                                             |
|  | ---------------------------------------------------- | ---------------------------------------------------- |
|  | Нагрудный знак «За ближний бой» в золоте             | 1                                                    |
|  | Немецкий крест в золоте                              | 32                                                   |
|  | Рыцарский крест Железного креста с дубовыми листьями | 1 (№ 676 генерал-лейтенант Вальтер Гам — 09.12.1944) |
|  | Рыцарский крест Железного креста                     | 34                                                   |
|  | Почётная пряжка на ленте для сухопутных войск        | 12                                                   |

- Награждены Почетной грамотой Главнокомандующего Сухопутных войск (2)
- Награждены Почетной грамотой Главнокомандующего Сухопутных войск за сбитый самолет противника (1)